# Pohan Jae
Pohan Jae is een bestuurslaag in het regentschap Tapanuli Utara van de provincie Noord-Sumatra, Indonesië. Pohan Jae telt 1358 inwoners (volkstelling 2010).